# Schiphol Airport (televisieprogramma)
Schiphol Airport is een Nederlandse reality- en documentaireserie die sinds 27 augustus 2024 wordt uitgezonden op RTL 5. De serie biedt een exclusief kijkje achter de schermen op luchthaven Schiphol en volgt de medewerkers die dagelijks zorgen voor het soepele en veilige verloop van het vliegverkeer en de veiligheid op en rondom de luchthaven. De serie wordt geproduceerd door No Pictures Please, onderdeel van Fremantle, met Jeroen Kijk in de Vegte als voice-over.

## Opzet
In elke aflevering worden verschillende medewerkers gevolgd, waaronder floormanagers, douaneambtenaren, beveiligers, grondstewards en marechaussees. De serie laat zien hoe zij omgaan met hectische situaties, onverwachte gebeurtenissen en de dagelijkse drukte op een van Europa's grootste luchthavens. De serie is binnen 54 dagen gedraaid voor seizoen 1 en 75 dagen voor seizoen 2, op de FX9-camera's van Sony. 

## Uitzending
De eerste aflevering werd uitgezonden op 27 augustus 2024 op RTL 5. Vanwege het succes volgde in 2025 een tweede seizoen.

## Afleveringen

### Seizoen 1 (2024)
| Nr. | Titel        | Uitzenddatum      | Speelduur |
| --- | ------------ | ----------------- | --------- |
| 1   | Aflevering 1 | 27 augustus 2024  | 59 min    |
| 2   | Aflevering 2 | 3 september 2024  | 65 min    |
| 3   | Aflevering 3 | 10 september 2024 | 63 min    |
| 4   | Aflevering 4 | 17 september 2024 | 62 min    |
| 5   | Aflevering 5 | 24 september 2024 | 62 min    |
| 6   | Aflevering 6 | 1 oktober 2024    | 63 min    |

### Seizoen 2 (2025)
| Nr. | Titel        | Uitzenddatum | Speelduur |
| --- | ------------ | ------------ | --------- |
| 1   | Aflevering 1 | 20 mei 2025  | 60 min    |
| 2   | Aflevering 2 | 27 mei 2025  | 61 min    |
| 3   | Aflevering 3 | 3 juni 2025  | 62 min    |
| 4   | Aflevering 4 | 10 juni 2025 | 61 min    |
| 5   | Aflevering 5 | 17 juni 2025 | 61 min    |
| 6   | Aflevering 6 | 24 juni 2025 | 61 min    |
| 7   | Aflevering 7 | 1 juli 2025  | 63 min    |

## Medewerkers
- Josée – floormanager
- Jan, Dilek, Richard – douaneambtenaren
- Isabel, Ronald – grondstewards
- Nick, Hans, Dennis, Erik, Nikita, Jeffrey – marechaussees
- Anita, Rachel, Floor – beveiligers
- Daan – floormanager (vanaf seizoen 2)
- Rob & Peter – Schiphol Welcome Team (vanaf seizoen 2)
- Stewards van TUI (seizoen 2)

## Ontvangst
Het eerste seizoen trok gemiddeld 600.000 kijkers per aflevering en stond in de Videoland Top 10.